# Francis Ampe
Pour les articles homonymes, voir Ampe.
Francis Ampe, né le 5 octobre 1944 à Halluin (Nord) et mort le 29 novembre 2024, dans le 7e arrondissement de Lyon, est un homme politique français.

## Biographie
Après des études secondaires à Armentières, suivies de classes préparatoires au lycée Faidherbe à Lille, Francis Ampe rentre à l’École centrale Paris, d'où il sort ingénieur diplômé en 1968.
Directeur de la maison de la promotion sociale de Savoie de 1974 à 1978, il devient maire de Chambéry et conseiller régional de la région Rhône-Alpes de 1977 à 1983.
Sa victoire surprise, à la tête d'une liste d'union de la gauche contre le ministre gaulliste Pierre Dumas permet à une jeune équipe de diriger la ville, avec un maire âgé de 32 ans ; en six ans, un programme très marqué par le programme commun est réalisé, donnant un nouveau souffle à la ville. 
Son mandat permet la fin de la construction de la ZUP de Chambéry-le-Haut (sans la réalisation des dernières tranches de logements), le lancement du programme de l'Espace Malraux (médiathèque et salle de spectacle), un soutien très marqué pour les écoles et la culture, ainsi que pour les immigrés. 
En 1983, l'ancien maire Pierre Dumas est réélu contre Francis Ampe, qui quitte peu après la ville. Il travaille ensuite auprès de la Banque mondiale en Afrique, puis de la Caisse des dépôts et consignations, avant de rejoindre Lille pour y créer et diriger l'Agence de développement et d'urbanisme de la métropole lilloise (1990-1999). En 1996-1997, il est en parallèle délégué général pour la candidature de Lille aux Jeux olympiques d'été de 2004.
De 1999 à 2002, il est conseiller pour le développement urbain durable à la Datar,.
En 2008, il est élu conseiller municipal de Dullin et vice-président de la communauté de communes du Lac d'Aiguebelette (Savoie). Il ne se représente pas en 2014.